# Torrimpietra
Torrimpietra è una frazione del comune di Fiumicino, nella città metropolitana di Roma Capitale.
Torrimpietra è stata la quarantaseiesima zona di Roma nell'Agro romano, indicata con Z. XLVI, istituita con delibera del commissario straordinario n. 2453 del 13 settembre 1961 e soppressa con delibera del commissario straordinario n° 1529 dell'8 settembre 1993 a seguito dell'istituzione del comune di Fiumicino, avvenuta con legge regionale n. 25 del 6 marzo 1992.
Il toponimo deriva dalla Torre In Pietra, castello del XIII secolo.

## Monumenti e luoghi d'interesse
- Castello di Torre In Pietra e relativa cappella di Sant'Antonio Abate, in piazza Torrimpietra.
- Complesso dell'Oasi.
- Gruppo Archeologico del territorio cerite.
- Torre di Pagliaccetto.

### Architetture religiose
- Chiesa di Sant'Antonio Abate, su via Francesco Marcolini.
- Chiesa di San Pietro
- Chiesa della Misericordia

## Economia
Fino alla fine degli anni novanta del Novecento l'economia comunale, tra cui l'allevamento di bovini, era legata principalmente all'azienda locale, denominata appunto Torre in Pietra, che produceva latte fresco pastorizzato e yogurt, un tempo appartenuta ai proprietari della Tenuta Torre in Pietra; lo storico marchio ha poi spostato la sua produzione altrove e oggi non è più legato alla realtà locale.
È ancora in attività invece la produzione di vino nella storica cantina del castello.

## Sport

### Cricket
- A.S.D. Stone Tower, campionato Serie B girone Centro.

## Infrastrutture e trasporti

### Ferrovie
|  | È raggiungibile dalla stazione di Torre in Pietra-Palidoro. |